# Lindenau (Heldburg)

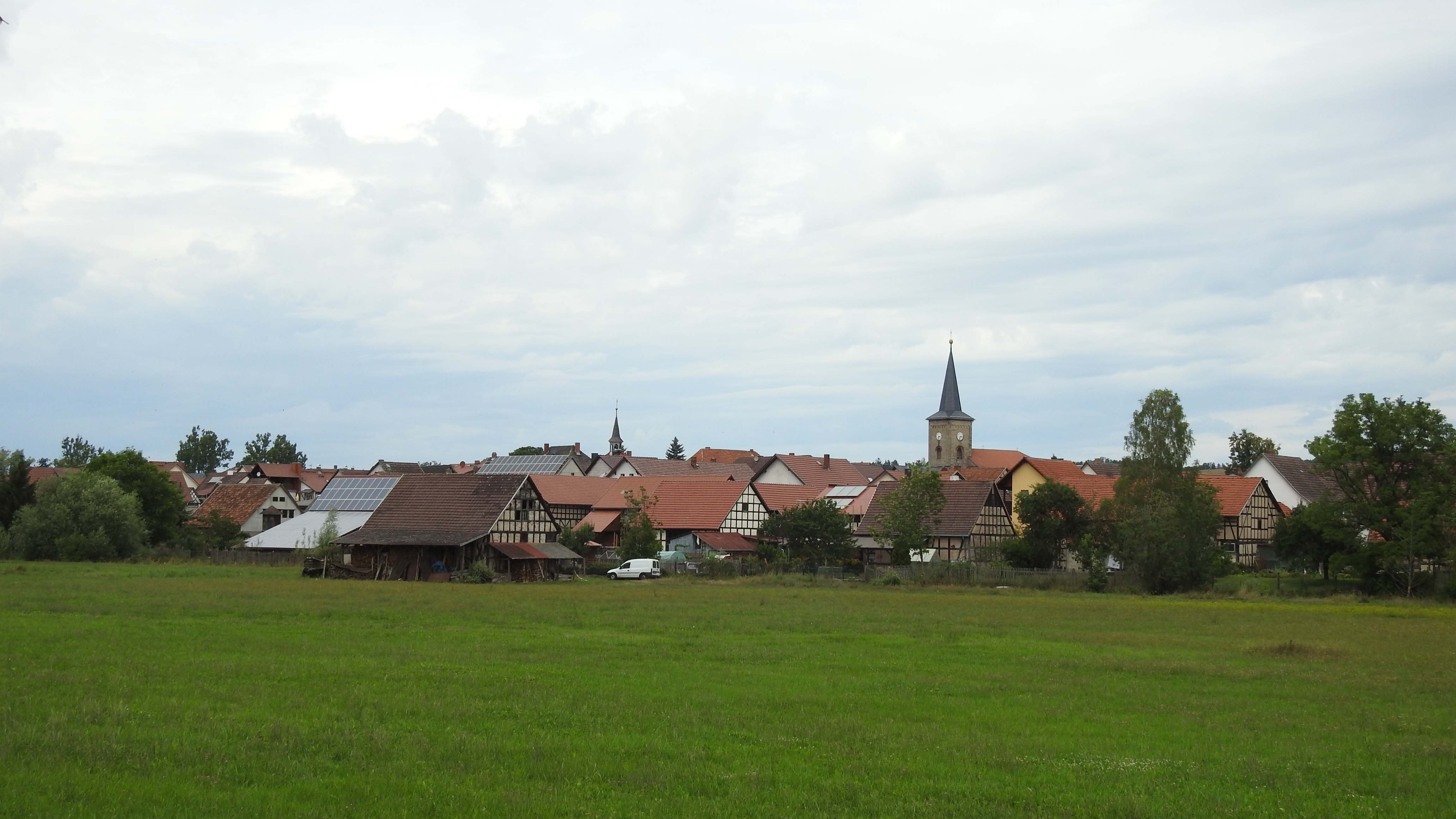
Lindenau von Süden

Lindenau ist ein Ortsteil der Stadt Heldburg im Landkreis Hildburghausen in Thüringen.

## Lage
Das Straßendorf im Heldburger Land liegt an der Kreck in einer Aue, eingebettet in Wiesen, Felder und Wälder. Das Umfeld ist ein ländliches, von der Landwirtschaft geprägtes Gebiet. Am südlichen Ende liegt der historische Ort Friedrichshall, eine ehemalige Saline. Nordwestlicher Nachbarort ist Einöd und südöstlicher Nachbarort Autenhausen in Bayern. Durch den Ort führt die Landesstraße 1135.

## Geschichte
Lindenau wurde erstmals 1152 als „Lyndennowa“ urkundlich erwähnt, als Salzquellen vom Besitzer Gerung an die Klöster Langheim und Ebrach kamen. Der 2. Februar 1152 ist als Datum nachgewiesen.
Südlich von Lindenau entstand im 18. Jahrhundert bei den Salzquellen der Ortsteil Friedrichshall, benannt nach dem in Hildburghausen 1763 geborenen Prinzen Friedrich. Das Friedrichshaller Bitterwasser wurde 1913 mit einer Goldmedaille auf dem medizinischen Weltkongress ausgezeichnet. Justus von Liebig bestätigte, dass es bei Magen- und Darmproblemen half. Gegenüber der ehemaligen Produktionsstätte befindet sich ein Wohn- und Pflegeheim für psychisch Kranke und seelisch Behinderte, das auf ein 1933 gegründetes Wohnhaus zurückgeht.
Die Bahnstrecke Hildburghausen–Lindenau-Friedrichshall, Schmalspurbahn (Meterspur), verband Lindenau von 1888 bis zum Streckenabbau 1946 mit der Werrabahn in Hildburghausen.
Das Dorf erhielt 2002 im Wettbewerb Unser Dorf hat Zukunft die Bronzemedaille.
Südlich von Lindenau liegt das Naturschutzgebiet Althellinger Grund und Kreckaue, das sich bis in bayerisches Gebiet erstreckt.

## Kirche
- St. Matthäus

## Persönlichkeiten
- Moritz Hensoldt, (* 11. November 1821 in Lindenau; † 10. Oktober 1903 in Wetzlar)